# Pinckneya bracteata
Pinckneya pubens là một loài thực vật có hoa trong họ Thiến thảo. Loài này được (Bartram) Raf. miêu tả khoa học đầu tiên năm 1827.

## Hình ảnh

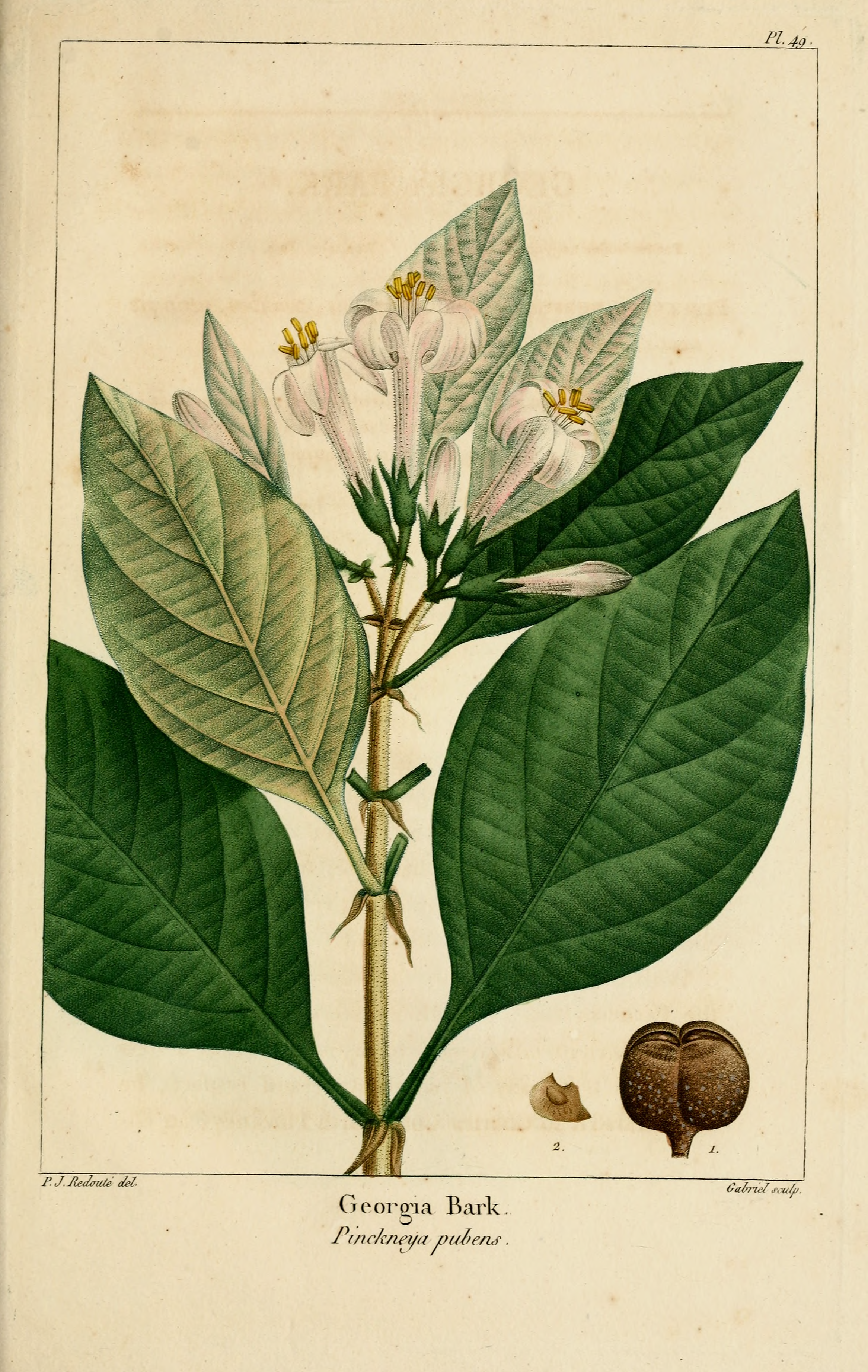